# Pallenis spinosa
L'asterisco spinoso (Pallenis spinosa (L.) Cass., 1825) è una specie di pianta angiosperma dicotiledone della famiglia delle Asteraceae (sottofamiglia Asteroideae, tribù Inuleae e sottotribù Inulinae).

## Etimologia
Il nome del genere (Pallenis) deriva da palea, (= pula), e fa riferimento al ricettacolo di pula. L'epiteto specifico (spinosa) deriva dal latino "spina" (= spinoso, pieno di spine).
Il nome scientifico della specie è stato definito dai botanici Carl Linnaeus (1707-1778) e Alexandre Henri Gabriel de Cassini (1781-1832) nella pubblicazione " Dictionnaire des Sciences Naturelles, dans lequel on traite méthodiquement des différens êtres de la nature, considérés soit en eux-mêmes, d'aprés l'état actuel de nos connoissances, soit relativement à l'utilité quén peuvent retirer la médecine, l'agriculture, le commerce et les arts. Strasbourg. Edition 2" (  Dict. Sci. Nat., ed. 2. [F. Cuvier] 37: 276 ) del 1825.

## Descrizione

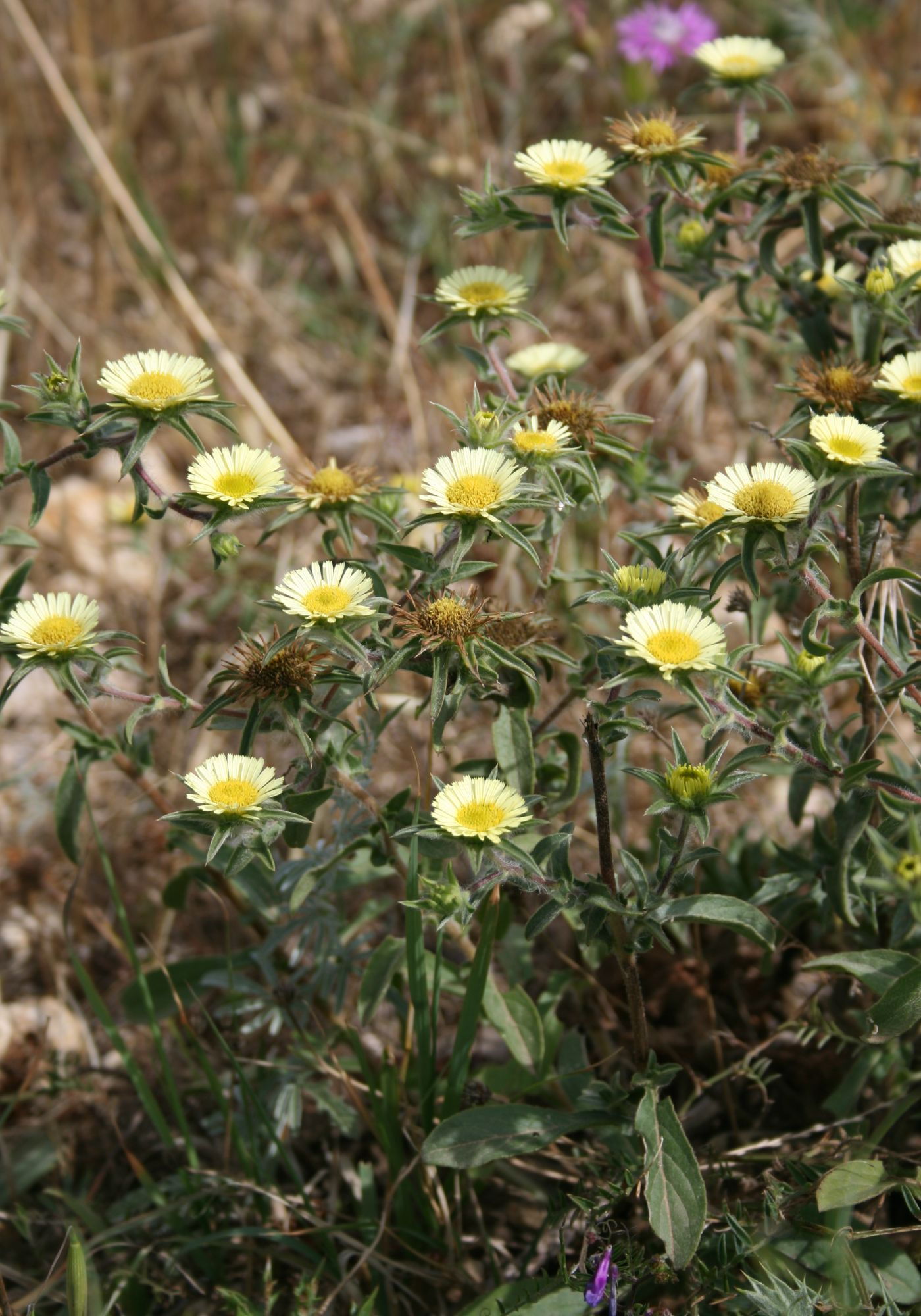
Il portamento

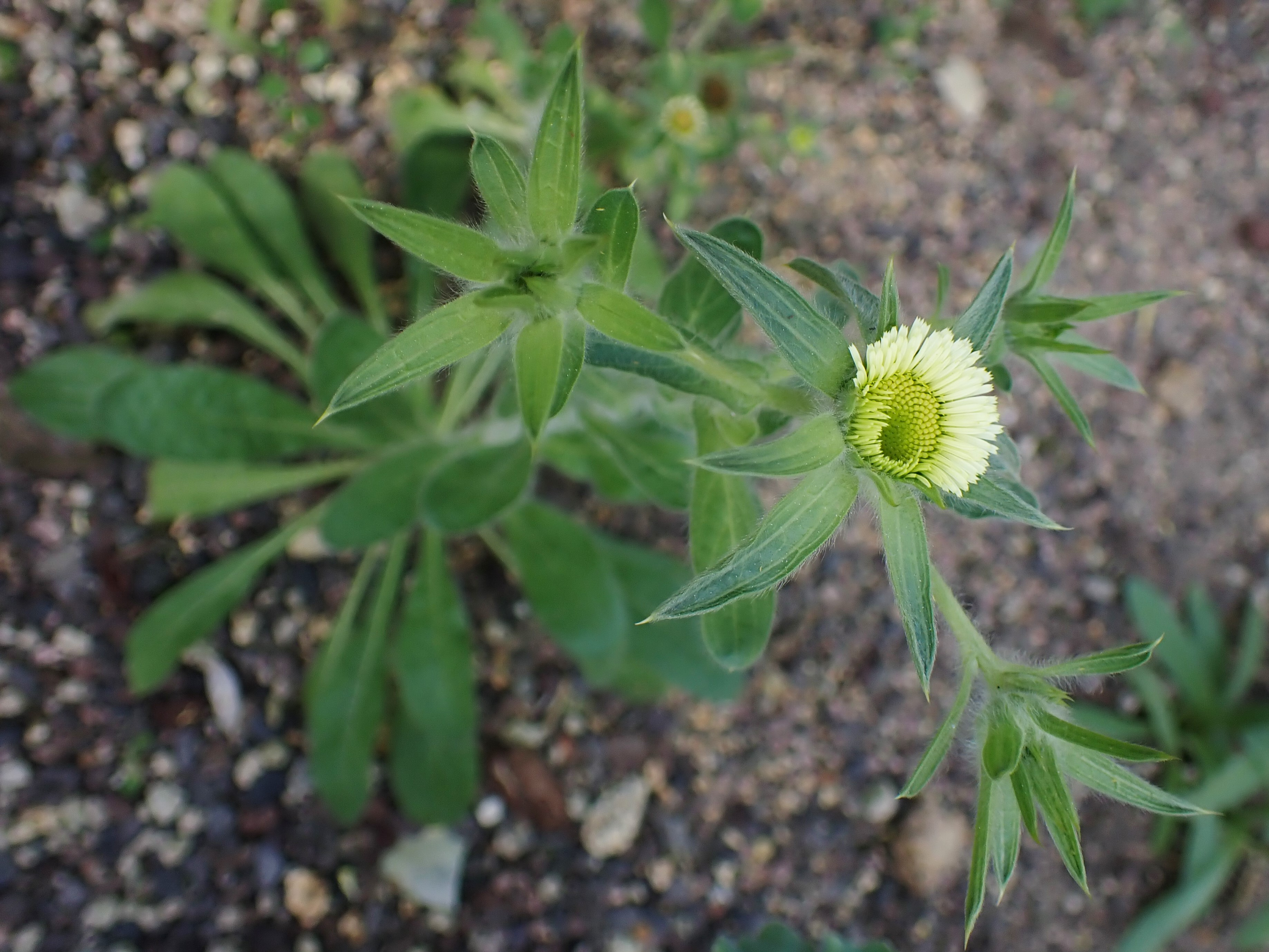
Le foglie

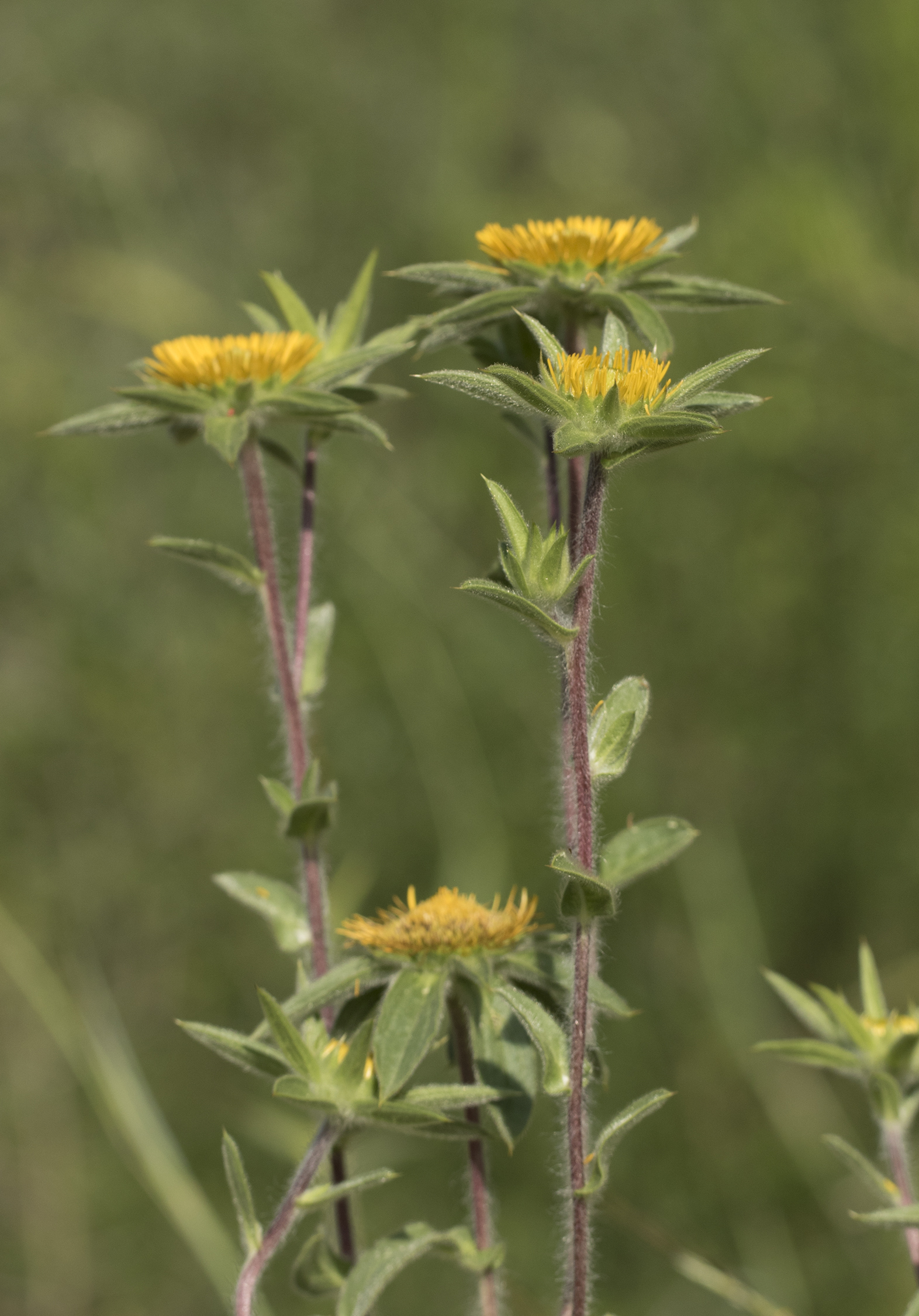
Infiorescenza

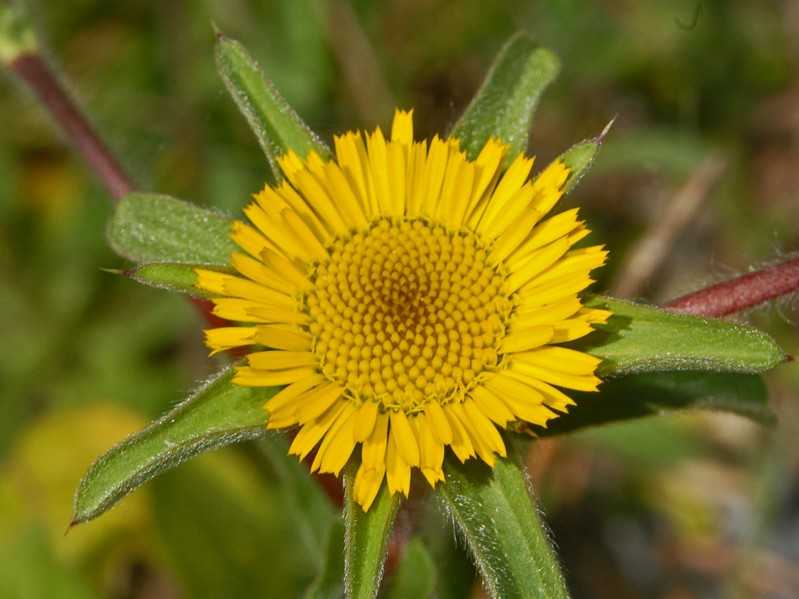
I fiori

Portamento. La specie di questa voce è una erbacea con un ciclo biologico annuale o bienne ricoperta da peli patenti. La forma biologica è terofita scaposa (T scap), ossia in generale sono piante erbacee che differiscono dalle altre forme biologiche poiché, essendo annuali, superano la stagione avversa sotto forma di seme e sono munite di asse fiorale eretto e spesso privo di foglie; ma anche emicriptofita bienne (H bienn).
Fusto. La parte sotterranea del fusto consiste prevalentemente in rizomi. Generalmente il floema è privo di strati fibrosi; inoltre sono assenti i tessuti latticiferi. La parte aerea presenta delle ramificazioni che superano in altezza il fusto principale che si presenta ramoso arrossato; tutta questa parte è molto pelosa (peli patenti di 2–3 mm). Altezza:  da 10 cm fino a 50 cm.
Foglie. Le foglie basali, disposte in modo alternato, sono intere, spatolate e penninervie; quelle le cauline sono dentellate e progressivamente ristrette verso la base, sono amplessicauli (la foglia circonda il fusto con la base della lamina, senza decorrerlo). Dimensione delle foglie basali: 12-22 x 50–75 mm.
Infiorescenza. Le infiorescenze sono formate da capolini solitari. I capolini sono di tipo radiato eterogamo. I capolini sono formati da un involucro composto da brattee disposte in modo embricato al cui interno un ricettacolo fa da base ai fiori ligulati periferici o fiori del raggio e ai fiori tubulosi quelli centrali o del disco. L'involucro è ampiamente campanulato e sotteso da alcune brattee esterne (7-8) spinose a forma di foglia, molto più lunghe delle ligule, che conferiscono la caratteristica forma stellata. Le brattee sono disposte generalmente su più righe; hanno consistenza erbacea o cartilaginea, ma senza margini ialini; gli stereomi non sono divisi. Il ricettacolo è liscio e può essere provvisto di pagliette (a protezione della base dei fiori). Diametro dei capolini: 25–30 mm.
Fiori.  I fiori sono tetra-ciclici (formati cioè da 4 verticilli: calice – corolla – androceo – gineceo) e pentameri (calice e corolla formati da 5 elementi). Si distinguono in:
- fiori del raggio (esterni): sono femminili e sono disposti su una o più serie; la forma è ligulata (zigomorfa);
- fiori del disco (centrali): sono più numerosi con forme brevemente tubulose (attinomorfe); sono ermafroditi e fertili.

- Formula fiorale:

*/x K {\displaystyle \infty }, [C (5), A (5)], G 2 (infero), achenio
- Calice: i sepali del calice sono ridotti ad una coroncina di squame.
- Corolla:

- fiori del raggio: la forma della corolla alla base è più o meno tubulosa-imbutiforme, mentre all'apice è ligulata; la ligula può terminare con tre denti; il colore è giallo; l'epidermide è crestata;
- fiori del disco: la forma è tubulare bruscamente divaricata in 4-5 brevi lobi; il colore è giallo deciso.

- Androceo: l'androceo è formato da 5 stami sorretti da filamenti generalmente liberi; gli stami sono connati e formano un manicotto circondante lo stilo. Le antere sono speronate con una lunga coda. Il tessuto dell'endotecio è a forma polarizzata. Le cellule del collare dei filamenti sono piatte o di tipo mammelloso.
- Gineceo: il gineceo ha un ovario uniloculare infero formato da due carpelli.[6] Lo stilo è unico e con due stigmi nella parte apicale. Gli stigmi spesso sono provvisti di peli acuti che terminano sopra la biforcazione senza raggiungerla. Le superfici stigmatiche confluiscono all'apice, mentre alla base sono separate in due distinte linee (lignee stigmatiche marginali[8]). Il polline è spinuloso.
- Antesi: giugno-agosto.

Frutti. I frutti sono degli acheni con pappo. Gli acheni dei fiori centrali sono provvisti di 5 fasci vascolari; la forma è ellissoide, spiralata o a sezione triangolare, spesso con coste sclerenchimatiche. Talvolta sono presenti dei condotti o delle cavità resinose. La superficie è glabra o ricoperta da peli ghiandolari. L'epidermide dell'achenio è provvista di grandi cristalli di ossalato di calcio, oppure di cristalli simili alla sabbia, oppure ne è priva. Gli acheni dei fiori del raggio sono oblunghi-obovati, affusolati o dorsoventralmente compressi e alati. Il pappo è formato setole capillari, o setole capillari miste a piccole squame o larghe squame sole. Qualche volta il pappo dei fiori del raggio è assente.

## Biologia
Impollinazione: tramite insetti (impollinazione entomogama tramite farfalle diurne e notturne).

Riproduzione: la fecondazione avviene fondamentalmente tramite l'impollinazione dei fiori.

Dispersione: i semi cadono a terra e vengono dispersi soprattutto da insetti come formiche (disseminazione mirmecoria). Un altro tipo di dispersione è zoocoria: gli uncini delle brattee dell'involucro (se presenti) si agganciano ai peli degli animali di passaggio che portano così i semi anche su lunghe distanze. Inoltre per merito del pappo (se presente) il vento può trasportare i semi anche per alcuni chilometri (disseminazione anemocora).

## Distribuzione e habitat

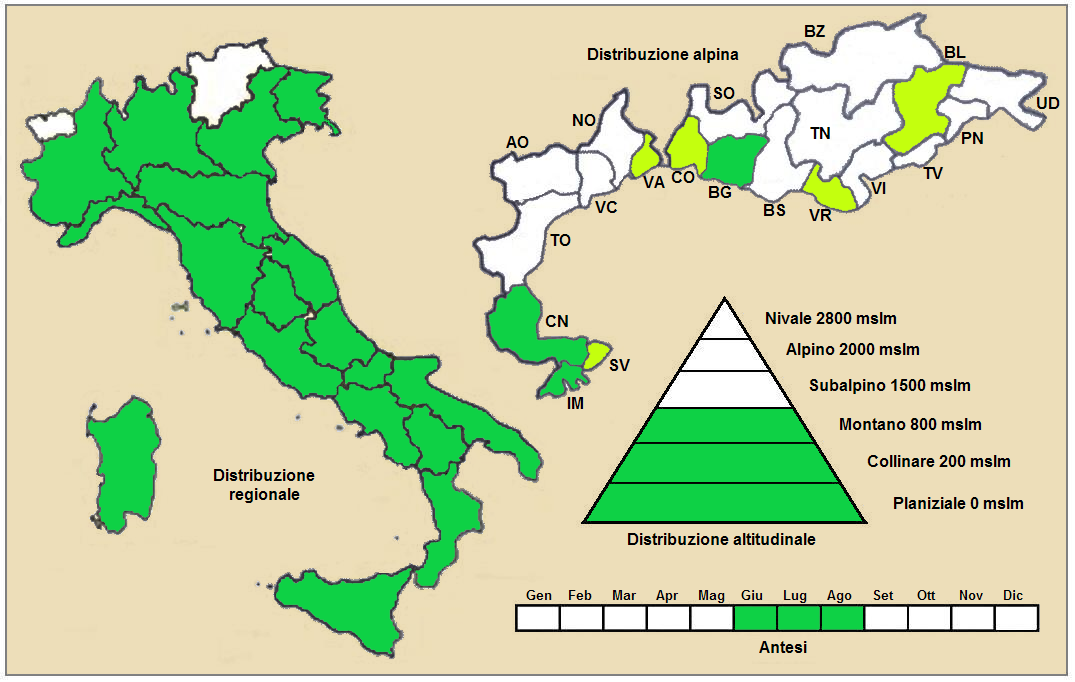
Distribuzione della pianta (Distribuzione regionale – Distribuzione alpina)

Geoelemento: il tipo corologico (area di origine) è  Euri-Mediterraneo. La specie ha un areale centrato sul bacino del Mediterraneo, con estensione verso nord e verso est.

Distribuzione: in Italia è presente in tutte le regioni tranne Valle d'Aosta e Trentino-Alto Adige.  Fuori dall'Italia sull'arco alpino questa specie si trova in Francia. Sugli altri rilievi collegati alle Alpi è presente nel Massiccio Centrale e Pirenei. 

Habitat: l'habitat tipico per queste piante sono i pascoli aridi, i margini delle vie, le aree ruderali e gli incolti. Il substrato preferito è calcareo ma anche siliceo con pH neutro, medi valori nutrizionali del terreno che deve essere arido. 

Distribuzione altitudinale: sui rilievi alpini, in Italia, queste piante si possono trovare fino a 1400 m s.l.m.; nelle Alpi frequentano quindi i seguenti piani vegetazionali: collinare, montano (oltre a quello planiziale).

## Fitosociologia
Areale alpino
Dal punto di vista fitosociologico alpino la specie di questa voce appartiene alla seguente comunità vegetale:
Formazione: delle comunità a emicriptofite e camefite delle praterie rase magre secche;
Classe: Lygeo-Stipetea
Ordine: Brachypodietalia phoenicoidis
Areale italiano
Per l'areale completo italiano Pallenis spinosa appartiene alla seguente comunità vegetale:
Macrotipologia: vegetazione delle praterie
Classe: Lygeo sparti-Stipetea tenacissimae Rivas-Martínez, 1978
Ordine: Hyparrhenietalia hirtae Rivas-Martínez, 1978
Alleanza: Hyparrhenion hirtae Br.-Bl., P. Silva & Rozeira, 1956
Descrizione. L'alleanza Hyparrhenion hirtae è relativa alle praterie di tipo steppico con cicli biologici perenni su substrati vari (suoli poco profondi e moderatamente disturbati) anche in presenza di affioramenti rocciosi. Questa cenosi si sviluppa soprattutto nel macroclima mediterraneo dal piano basale a quello collinare. La distribuzione di Hyparrhenion hirtae è relativa al Mediterraneo meridionale, nelle stazioni più aride dell’Europa meridionale, Africa settentrionale e Asia sud-occidentale. In Italia è presente nei settori meridionali della Basilicata, della Calabria e della Sardegna e nella intera regione Sicilia.
Specie presenti nell'associazione: Hyparrhenia hirta, Hyparrhenia sinaica, Dactylis hispanica, Phagnalon saxatile, Bituminaria bituminosa, Sedum sediforme, Brachypodium retusum, Pallenis spinosa, Carlina corymbosa, Reichardia picroides, Convolvulus althaeoides, Foeniculum piperitum, Hyparrhenia hirta, Aristida caerulescens, Tricholaena teneriffae, Cenchrus ciliaris, Tetrapogon villosus, Eremopogon foveolatus, Stipagrostis sahelica, Eragrostis papposa, Andropogon distachyos, Carex depressa, Heteropogon contortus, Tricholaena teneriffae, Convolvulus althaeoides.
Altre alleanze per questa specie sono:
- Inulo viscosae-Agropyrion repentis
- Brachypodion phoenicoidis
- Panico repentis-Hyparrhenenion hirtae

## Sistematica
La famiglia di appartenenza di questa voce (Asteraceae o Compositae, nomen conservandum) probabilmente originaria del Sud America, è la più numerosa del mondo vegetale, comprende oltre 23.000 specie distribuite su 1.535 generi, oppure 22.750 specie e 1.530 generi secondo altre fonti (una delle checklist più aggiornata elenca fino a 1.679 generi). La famiglia attualmente (2021) è divisa in 16 sottofamiglie; la sottofamiglia Asteroideae è una di queste e rappresenta l'evoluzione più recente di tutta la famiglia.

### Filogenesi
La tribù Inuleae (comprendente le Inulinae) è una delle 21 tribù della sottofamiglia Asteroideae). Da un punto di vista filogenetico, la tribù Inuleae, all'interno della sottofamiglia, fa parte del gruppo "Helianthodae". La sottotribù Inulinae è caratterizzata dalla particolare pubescenza dello stilo e dagli acheni con cristalli di ossalato di calcio. Il genere Pallenis è caratterizzato da un portamento erbaceo con foglie piatte e da capolini sottesi da una riga di brattee simili a foglie.
I caratteri distintivi della specie  Pallenis spinosa sono:
- il ciclo biologico è annuale o bienne;
- le brattee sono acute e spinose con portamento raggiante e superano le ligule della corolla.

Il numero cromosomico delle specie di questa voce è: 2n = 10.

### Variabilità
Le parti soggette a variabilità sono il portamento, la pelosità, la lunghezza delle brattee esterne e delle ligule.
Per questa specie sono riconosciute le seguenti sottospecie:
- Pallenis spinosa subsp. asteroidea (Viv.) Greuter, 1997 - Distribuzione: Mediterraneo orientale.
- Pallenis spinosa subsp. maroccana  (Aurich & Podlech) Greuter - Distribuzione: Marocco e Algeria.
- Pallenis spinosa subsp. spinosa - Distribuzione: è la stirpe principale presente in Italia.

### Sinonimi
Sono elencati alcuni sinonimi per questa entità:
- Asteriscus spinosus (L.) Sch.Bip.
- Athalmum spinosum  (L.) Kuntze
- Bubonium spinosum  (L.) Hill
- Buphthalmum spinosum  L.